# トゥリマス (マケドニア王)
トゥリマス（希：Τυρίμμας, ラテン文字転記：Tyrimmas）は、アルゲアデス朝第3代のマケドニア王（在位：紀元前8世紀）である。
トゥリマスは先代の王コイノスの子である。トゥリマスは28年間王位にあり、彼の次の王位にはペルディッカス1世が登った。